# Гідрогеологія Латвії
Територія Латвії є частиною Прибалтійського Артезіанського Басейну, в межах якого в Л. виділяються Латвійський (на сході) і Балтійський (в центрі і на заході) артезіанські бас. другого порядку.
Осн. водоносний комплекс — верхньо-середньодевонський, представлений чергуванням пісковиків, алевролітів і глин (потужність 1-329 м), поширений скрізь і залягає на глиб. 2-800 м. Напір вод до 816 м, дебіти свердловин 1-20 л/с. Води перев. прісні, гідрокарбонатні, кальцієво-магнієві, гідрокарбонатно-сульфатно-кальцієві і змішаного складу, мінералізація 0,3-0,9 г/л.
Четвертинний водоносний комплекс (потужність 0,5-312 м) розвинений повсюдно. Переважають ґрунтові води. Рівні води на глиб. 0,1-40 м, дебіти свердловин 0,1-1,0 л/с. Води прісні гідрокарбонатного кальцієво-магнієвого складу, мінералізація 0,2-1 г/л. Ресурси підземних вод зони активного водообміну бл. 13 млн м³/добу (використовується 10%), Мінеральні води Л. приурочені до саласпілського горизонту верх. девону (сульфідні), середньо-нижньодевонського (хлоридні кальцієво-натрієві) і ордовик-кембрійського водоносних комплексів. Родов. сірководневих вод Кемері (пл. бл. 200 км²) знаходяться на зах. узбережжі Ризької затоки, запаси цих вод (H2S 10-72 мг/л) 1025 м³/добу (категорії А).
Хлоридні кальцієво-натрієві води з мінералізацією 5-7 г/л відомі в р-ні Юрмали, де запаси (категорії А) становлять 1228 м³/добу, дебіти самовиливних свердловин досягають 16-20 л/с.
У р-ні м. Лієпая і на південь від нього поширені бромні розсоли, мінералізації 122 г/л. На півд.-заході Л. ордовик-кембрійський водоносний комплекс містить термальні розсоли (t 37-65 °C) з промисловими концентраціями брому.